# Les Hallucinations du baron de Münchausen
Les Hallucinations du baron de Münchausen er en fransk stumfilm fra 1911 af Georges Méliès.